# Todo por la pasta
Todo por la pasta es el segundo largometraje del director de cine español Enrique Urbizu. Supuso un discreto éxito para él.

## Sinopsis
Tras un atraco a un bingo, la novia de uno de los atracadores escapa y con la ayuda de otra mujer intenta recuperar el botín del atraco. El problema es que unos policías corruptos también quieren hacerse con el botín, para financiar asesinatos políticos.

## Premios
Esta película se alzó con cuatro nominaciones a los Premios Goya celebrados en 1991, que correspondían a las categorías de Mejor Interpretación Femenina de Reparto (Kiti Mánver), Mejor Guion Original, Mejor Música Original y Mejores efectos especiales. De ellos, obtuvo el premio a la Mejor Interpretación Femenina de Reparto, que recayó sobre la actriz Kiti Manver.
Premio al Mejor Montaje del Año para Ana Murugarren, otortado por el Círculo de Escritores Cinematográficos.
Premio al Mejor director en el Festival Internacional de Cine de Cartagena de Indias, Colombia.
Premio a la Mejor Actriz para María Barranco en el Festival de Cine Negro de Viareggio, Italia.

## Reparto
| Intérprete                      | Personaje                     |
| ------------------------------- | ----------------------------- |
| María Barranco                  | Azucena                       |
| Kiti Mánver                     | Verónica                      |
| Antonio Resines                 | Ángel                         |
| Pepo Oliva                      | Pereda                        |
| José Amezola                    | David                         |
| Luis Ciges                      | José María                    |
| Caco Senante                    | Casares                       |
| Maite Blasco                    | Asunción                      |
| Klara Badiola                   | Sor Inés                      |
| Pedro Díez del Corral           | Blasco                        |
| Pilar Bardem                    | Begoña                        |
| Ramón Barea                     | Aniceto                       |
| Ramón Goyanes                   | Pascual                       |
| Ion Gabella                     | Macario                       |
| Álex Angulo                     | Genaro                        |
| Julio Vélez                     | Gitano                        |
| Saturnino García                | Romero                        |
| José Antonio Rodríguez          | Ruedas                        |
| Felipe García Vélez             | Alcober                       |
| Juan María Segues               | Márquez                       |
| Aurora López Montero            | Juanita                       |
| Chete Lera                      | Jefe Portugueses              |
| José Antonio de Miguel          | Portugués                     |
| Txema Blasco                    | Carajaula                     |
| Marcela Ateca                   | Actriz Show                   |
| José Antonio Fernández Espósito | Actriz Show                   |
| Toñi Doncel                     | Secretaria Otaolea            |
| Inma Babel                      | Travesti                      |
| Vicente Fernández               | Camarero Bar cutre            |
| Pilar García                    | Chica Yonki                   |
| Eloy Beato                      | Policía Prensa                |
| Biaffra                         | Hombre en la entrada del cine |
| Fernando Victoria de Lecea      | Driver                        |